# Длими, Ахмед
Ахмед Длими (араб. أحمد الدليمي‎; 17 января 1931, Сиди-Касем, Французский протекторат Марокко — 25 января 1983, Марракеш, Королевство Марокко) — марокканский генерал, доверенный силовик короля Хасана II. В 1973—1983 — директор спецслужб DGED и DGST/DST. Участник ряда военных конфликтов, в том числе войны в Западной Сахаре и подавления заирского мятежа в Шабе. Куратор многочисленных спецопераций, организатор политических репрессий в «марокканские “годы свинца”». Обвинялся в похищении и убийстве лидера марокканской оппозиции Махди Бен Барки. Один из основателей Сафари-клуба — международного антикоммунистического содружества разведок. Рассматривался как «второй правитель» и «некоронованный король». Погиб в автокатастрофе при неясных обстоятельствах.

## Военное образование
Происходил из арабского кочевого племени Улад Делим. Представители Улад Делим традиционно занимались скотоводством и военным делом. Многие из них поступали на службу во французские и испанские колониальные войска. Хаджи Лахсен Длими, отец Ахмеда Длими, был переводчиком при французской воинской части (по некоторым сведениям, он являлся информатором SDECE). Впоследствии Длими-старший служил в МВД, возглавлял сельскую коммуну, заседал в марокканском парламенте.
С детства Ахмед Длими стремился к военной службе. Рано освоил оружие, увлекался охотой и физическими упражнениями. Его воспитанием занимался дед — отставной военный, известный суровостью характера. Среднее образование Ахмед Длими получил в престижной рабатской школе. Как выходец из низов, держался в школе изолированно от других учеников, представителей элитных семейств.
В 1953 с отличием окончил Военную академию Дар-эль-Бейда в Мекнесе. По военной специальности — офицер сухопутных войск. Также с отличием прошёл стажировку во французской школе подготовки унтер-офицеров. Характеризовался как человек блестящих способностей, больших амбиций и замкнутого характера.

## Служба, скандал, назначение
2 марта 1956 была провозглашена независимость Марокко. 28 февраля 1957 Ахмед Длими в звании лейтенанта поступил на службу в Королевские вооружённые силы. Уже осенью 1957 он участвовал в испано-марокканской Войне Ифни, на следующий год — в подавлении Рифского восстания. Дальнейшей карьере Длими способствовала семейная связь с Мохамедом Уфкиром — влиятельным военным, адъютантом короля Мухаммеда V.
Через Уфкира молодой офицер получил допуск в придворные круги. Однако вскоре возник брачный скандал: Длими женился на дочери министра внутренних дел Мессауда Шигера, но через несколько месяцев этот брак был расторгнут по инициативе супруга. Длими вторично женился на дочери генерала Абдесалама Сефриу. Возмущённый министр обратился к королю. В результате Длими был отправлен на гарнизонную службу в Фесе.
26 февраля 1961, после смерти Мухаммеда V, королём Марокко стал Хасан II. В отличие от отца, новый монарх был ориентирован на единовластие и не намеревался делить власть с представителями элитных групп. Кадры своего режима он комплектовал «появившимися ниоткуда» — лично преданными выходцами из низов, подобными Ахмеду Длими. Ещё будучи наследным принцем, Хасан создал в тайной политической полиции Генеральный директорат национальной безопасности (DGSN, начальником с 1960 являлся Уфкир) особое подразделение CAB1 — для внутренней политической разведки и подавления левой оппозиции. Руководить этой структурой Хасан II поручил Длими, вызвав его из Феса в Рабат. Длими прошёл ускоренный курс в училище военной разведки. В октябре 1963 участвовал в Песчаной войне.

## Начальник королевской безопасности

### В репрессивном аппарате
Хасан II поставил перед Уфкиром и Длими задачу подавить оппозиционные силы в партии Истикляль. Затем главным политическим противником монархии стал Национальный союз народных сил (UNFP). Во главе марокканской оппозиции стоял левый политик Махди Бен Барка. UNFP выступал за конституционно-демократические преобразования, аграрную реформу, социальную ориентацию экономики, «антиимпериалистическую» внешнюю политику. Всё это шло вразрез с социально-политическим строем королевства и курсом монарха.
Парламентские выборы 1963 показали рост оппозиционных настроений. Ответом властей стала репрессивная кампания. Были арестованы около пяти тысяч человек. Ахмед Длими лично арестовывал писателя-диссидента Мумена Диури. В марте 1965 Длими под руководством министра внутренних дел Уфкира активно участвовал в подавлении массовых протестов. Осенью была проведена спецоперация: находившийся в эмиграции в Париже Бен Барка задержан французской полицией и передан марокканским агентам. Уфкир и Длими тайно прибыли во Францию и лично допрашивали Бен Барку. 2 ноября 1965 Бен Барка был убит.
Убийство Бен Барки вызвало во Франции политический скандал и расследование. Были выданы ордера на арест Уфкира и Длими. Президент Франции Шарль де Голль выступил с жёстким заявлением, создавшим напряжённость во франко-марокканских отношениях. Ахмед Длими сделал впечатляющий жест: прибыл во Францию, несколько месяцев провёл в парижской тюрьме и предстал перед судом. Урегулировать ситуацию помог куратор африканской политики де Голля Жак Фоккар, близкий к Хасану II. 5 июня 1967 Ахмед Длими был оправдан за недостатком улик. Возвращение Длими в Марокко носило триумфальный характер. Он получил звание полковника и назначен директором королевского кабинета.
Уже в конце 1960-х полковник Длими, как доверенное лицо короля, превратился в одного из самых влиятельных политиков Марокко. В 1970 Ахмед Длими в звании дивизионного генерала назначен директором DGSN. В сфере его ведения находилась карательная политика. Служебная конкуренция между Длими и Уфкиром вылилась во взаимную ненависть и жёсткое противоборство. При этом Хасан II больше доверял Длими, которого выдвинул сам, нежели Уфкиру, «унаследованному» от отца.

### Подавление мятежей
10 июля 1971 командующий королевской гвардией генерал Мохамед Медбух и подполковник гвардии Мохамед Абабу подняли военный мятеж в Схирате. Побудительным мотивом было возмущение коррупцией. Мятежники захватили в плен несколько сотен представителей марокканской элиты — Махзена — включая Хасана II, восьмилетнего наследного принца — будущего Мухаммеда VI и генерала Уфкира. Более девяноста человек были убиты (в том числе премьер-министр Мухаммед Ахмед Бахнини), более ста тридцати ранены. Однако король, пользуясь традиционным почтением к монархии, сумел овладеть положением. Правительственные силы под командованием Ахмеда Лараки и Ахмеда Длими подавили мятеж.
Год спустя, 16 августа 1972, произошла новая попытка государственного переворота. На этот раз заговор организовал Мохамед Уфкир, занимавший тогда пост министра обороны. Планировалось сбить самолёт, на борту которого находился Хасан II. Самолёт был обстрелян, восемь человек погибли. Однако король сумел дезориентировать заговорщиков, выкрикнув по радио «Прекратить огонь! Тиран мёртв!» Лётчики-повстанцы приземлились и были арестованы.
Вскоре был арестован и Мохамед Уфкир. Официально объявлено, что он покончил жизнь самоубийством. Доподлинно его судьба неизвестна, но устойчива версия, что он был застрелен после пыток на допросе у Ахмеда Длими.

### Во главе спецслужб
В январе 1973 Хасан II учредил новый орган внешней разведки — Генеральный директорат исследований документации (DGED, по образцу французской SDECE). Тогда же из DGSN была выделена служба политической полиции — Генеральный директорат территориального наблюдения (DGST, впоследствии DST). Оба ведомства возглавил генерал Длими. Его аппарат вышел из подчинения МВД, замыкаясь прямо на короля. Под его контролем находились жандармерия, королевская гвардия, личная охрана монарха. Государственную политику безопасности теперь определял Длими. Его руководство совпало с периодом, который в Марокко назван «годы свинца».
Весной 1973 Длими координировал подавление восстания Мулай-Буазза. Главными объектами репрессий оставались левые, либералы, республиканцы. Продолжалось карательное давление на UNFP, преследовались Марокканская компартия, Партия прогресса и социализма, Социалистический союз народных сил (USFP), леворадикальные студенческие группы.
Практиковались произвольные аресты, бессудное тюремное заключение, тайные спецоперации. В горах Атлас была построена секретная тюрьма Тазмамарт для тайного содержания и пыток политзаключённых. Взрывом посылки с бомбой был ранен один из лидеров USFP Мохамед эль-Язги. Слежке, арестам, другим видам преследования подвергались такие крупные политики, как Абдалла Ибрагим, Абдеррахим Буабид, Али Ята. Восемь лет провёл в заключении известный писатель Абдельлатиф Лааби.
С другой стороны, королевский режим Марокко всегда имел светский характер — соответственно, жёстко подавлялись исламистские группировки. Особенно активно преследовала марокканская госбезопасность движения «Исламская молодёжь» (лидер Абделькрим Мутии) и «Справедливость и доброта» (лидер Абдельсалам Ясин). Оперативные игры Длими позволяли сталкивать левых и исламистов. В таком столкновении «Исламской молодёжи» с социалистами был убит генеральный секретарь USFP, профсоюзный активист и непримиримый противник монархии Омар Бенджелун.
Важную роль играли спецслужбы и в системной политике. Считается, что именно Длими сумел побудить активиста «Исламской молодёжи» Абделилу Бенкирана сменить позицию и поддержать короля. Это заметно изменило политические расклады, укрепив режим. Впоследствии Бенкиран возглавлял правительство Марокко.
Главным внешним направлением генерала Длими стала война в Западной Сахаре. Он возглавлял марокканское командование Южной зоны — три войсковых соединения общей численностью более 20 тысяч человек. Лично участвовал в боях с ПОЛИСАРИО, проводил зачистки на контролируемых территориях. Занимал пост военного губернатора, руководил возведением Марокканской стены.

### Антикоммунистический геополитик
Хасан II позиционировал Марокко как форпост прозападного антикоммунизма в Африке и Арабском мире. Ахмед Длими выступал главным проводником этого курса в марокканской геополитике.

#### Военные спецоперации
В 1977 марокканские экспедиционные войска сыграли решающую роль в разгроме мятежа в Шабе и спасении заирского режима Мобуту. Координировать командование был направлен генерал Длими. Через год, в мае 1978, марокканские десантники вместе с французскими парашютистами полковника Эрюлена участвовали в битве у Колвези и подавлении второго мятежа в Шабе.
В январе 1977 Длими организовал на базе близ Марракеша тренировку наёмников Боба Денара — для свержения марксистского президента Бенина Матьё Кереку (эта операция не удалась). В 1979 марокканская спецкоманда довершила переворот в Экваториальной Гвинее, расстреляв свергнутого диктатора Франсиско Масиаса Нгему. Длими организовывал помощь ангольскому повстанческому движению УНИТА Жонаша Савимби, поддерживал в Чаде Вооружённые силы Севера Хиссена Хабре.

#### Союз разведок
Особые отношения связывали Ахмеда Длими с руководителями французских спецслужб — Александром де Мараншем (директор SDECE в 1970—1981), Пьером Марионом (преемник де Маранша), Франсуа Гроссувром (советник президента Франсуа Миттерана по национальной безопасности). С энтузиазмом поддержал Длими инициативу де Маранша — создать содружество разведывательных служб для противостояния коммунистическим и просоветским силам в Африке, на Ближнем и Среднем Востоке.
Сафари-клуб, учреждённый на горном курорте в Кении, начал работу 1 сентября 1976. Учредительный пакт подписали Александр де Маранш (SDECE, Франция), Камаль Хасан Али (Мухабарат, Египет), Камаль Азам (GIP, Саудовская Аравия), Нематолла Насири (САВАК, Иран) и Ахмед Длими от марокканского DGED. «Сафари-клуб» организовывал поддержку Мобуту, помощь сомалийскому президенту Сиаду Барре в войне на Африканском Роге, посредничество между Анваром Садатом и Менахемом Бегином в достижении израильско-египетского мирного договора.
В мероприятиях «Сафари-клуба» генерал Длими продуктивно сотрудничал с ЦРУ США. Но при этом в ЦРУ настороженно относились к Длими — такие акции, как убийство Бен Барки, создали ему репутацию опасного человека.
В конфиденциальном режиме Длими поддерживал оперативные связи с израильской разведкой Моссад. Рафаэль Эйтан вспоминал, как Длими предлагал Моссад совместно ликвидировать Бен Барку (израильская сторона дистанцировалась от акции). Отмечались контакты Длими с Моше Даяном. Такие действия характеризовались как «исключительные для мусульманской страны».

## «Некоронованный визирь»
К началу 1980-х Ахмед Длими воспринимался как «номер 2» королевского режима, «верный великий визирь». Но его могущество казалось сопоставимым с властью самого Хасана II. Длими даже позволял себе не всегда снимать трубку при телефонных звонках короля. Члены семьи Длими занимали престижные и доходные посты. Малая родина Сиди-Касем превратилась в один из центров инвестирования. Сам Длими за счёт сомнительных финансовых операций превратился в одного из богатейших людей страны. Высокопоставленные военные называли его «некоронованным королём» и говорили, что «единственное, чего ему оставалось желать — это сама корона».
Впоследствии возникли слухи, будто Длими формировал в Марокко аналог движения «Свободные офицеры», планировал государственный переворот, свержение Хасана II, создание «Демократической Исламской Республики», примирение с ПОЛИСАРИО. Об этом сообщал марокканский диссидент-эмигрант Ахмед Рами — по его словам, сам Длими делился с ними такими планами на тайной встрече в Стокгольме. Бывший сотрудник ЦРУ, выступающий под псевдонимом «Уильям Блюм», подтверждал наличие такой информации. Однако эти сведения рассматриваются как сомнительные. Конфликт между монархом и «визирем» был порождён борьбой за власть, а не идеологическими противоречиями.
Несомненным было недовольство короля высокой концентрацией власти и явными политическими амбициями Длими (особенно в свете не столь давнего опыта с генералом Уфкиром). Конкретные опасения вызывали связи Длими в алжирском командовании, его коммерческие темы с алжирскими генералами — покровителями ПОЛИСАРИО, прямыми противниками в западносахарском конфликте. Хасан II уже не мог быть уверен в надёжности Длими. Новым «силовым фаворитом» монарха сделался министр внутренних дел Дрис Басри — ранее заместитель Длими, активный участник и организатор репрессий. В его преданности Хасан II не видел причин сомневаться.
Незадолго до гибели Ахмед Длими побывал с деловым визитом во Франции. В очередной раз встретился с Франсуа Гроссувром. Он согласился на интервью телеканалу France 2. Французский журналист задал прямой вопрос: «Способны ли вы к попытке свергнуть монархию, подобно генералам Медбуху и Уфкиру?» Ответ Длими прозвучал так: «Армия угрожала монархии, армия монархию и спасла». В этом высказывании усматривалась двусмысленность.

## Смерть и последствия
По официальной версии, Ахмед Длими погиб в Марракеше в результате автомобильной аварии — в его машину врезался грузовик. (Ахмед Рами утверждал, будто на самом деле Длими был арестован, брошен в секретную камеру королевского дворца, подвергнут пыткам и убит — но этому нет документальных подтверждений.) Смерть наступила мгновенно. Похоронная церемония с участием наследного принца Мухаммеда прошла в Большой мечети Рабата.
После смерти Ахмеда Длими король существенно реорганизовал управление спецслужбами, карательными органами и собственной охраной. Директором DGED был назначен генерал Абдельхак эль-Кадири, директором DST — министр Дрисс Басри. Командование в Западной Сахаре передано генералу Абдельазизу Беннани. Командующий королевской жандармерией генерал Хусни Бенслиман переведён в прямое подчинение королю.
Прежний порядок концентрации руководства в одних руках был отменён, над аппаратом безопасности усилен контроль короля. В целом же политика госбезопасности, в том числе карательные меры и внешние спецоперации, осталась неизменна. Главным проводником королевского курса оставался Басри — до кончины Хасана II в 1999 (отстранён и изгнан из Марокко королём Мухаммедом VI).

## Память
В отличие от родственников Уфкира в 1972, члены семьи Длими репрессиям не подверглись. Их финансовые средства и недвижимость не были конфискованы. Однако все публичные упоминания о Длими повсеместно изымались (французские источники характеризовали это как «старый советский метод, применённый другим режимом»). Недавно могущественный «соправитель» был подвергнут своего рода посмертному канселингу. Массовая скорбь и траур охватили только Сиди-Касем. Жители понимали, что времена процветания для города закончились.
В личностном плане Ахмед Длими всегда отличался замкнутостью и закрытостью. Человек высокого роста и большой физической силы был застенчив по характеру. Его образ жизни и семейный быт не обрели широкой известности. По стране ходили слухи о разгуле и дворцовых оргиях Длими. Надёжных свидетельств нет, но это считается правдоподобным, так как было характерно для всей марокканской элиты.